# Luc Dupire
 (mars 2019).
Si vous disposez d'ouvrages ou d'articles de référence ou si vous connaissez des sites web de qualité traitant du thème abordé ici, merci de compléter l'article en donnant les références utiles à sa vérifiabilité et en les liant à la section « Notes et références ».
Pour les articles homonymes, voir Dupire.
Luc Jacques Joseph Dupire [Luc Dupire-Glorieux], né à Roubaix le 17 septembre 1928 et mort le 29 octobre 2020 à Marcq-en-Barœul, est un architecte français.

## Biographie
Il est le fils de Maurice Dupire-Carissimo (1881-1958) architecte à Roubaix et le  neveu de René Dupire-Eeckman (1888-1948) tous deux architectes à Roubaix
Luc Dupire est élève de Marcel Favier, Robert Clément et André Lys à l’École régionale d’architecture de l’École des beaux-arts de Lille. Il est diplômé le 6 mars 1957.
Il succède à son père, architecte à Roubaix. Il est chargé d’un cours d’architecture à l’École nationale supérieure des arts et industries textiles de Roubaix.Il cesse son activité en 1993. 

## Principales réalisations
- Église Notre-Dame de Fatima à Lambersart en association avec André Lys[3],[4]

- Église du Saint-Sépulcre de Roubaix (1960-1962) avec Marcel Spender[5]